# Carl Gustaf af Leopold
Carl Gustaf af Leopold   (Parròquia de Maria Magdalena, 1756 - Parròquia de Klara, 9 de novembre de 1829), fou un poeta suec.
Va fer els seus primers estudis a Soederkoeping i al Gimnàs de Linkoeping, on va cridar l'atenció dels seus professors per la seva rara precocitat com a verificador. Amb motiu de l'aniversari del príncep reial, va pronunciar, en 1770 un discurs en vers per encàrrec del municipi de Norrköping, a la Duana, de la població del qual exercia una feina el seu pare, i dos anys més tard, en ser proclamat dit príncep rei de Suècia, amb el nom de Gustau III, va pronunciar a la mateixa ciutat un altre discurs, també en vers, que va valer moltes felicitacions al jove poeta. El 1773 va marxar a Upsala, a la universitat del qual ia la de Greifswald va completar els seus estudis fins a obtenir el grau de mestre en filosofia (1782). Va ser preceptor a casa del comte de Douglas, professor a Greifswald, vice-bibliotecari a Straslund, va col·laborar amb Moeller en la publicació del seu Diccionari alemany-suec, i el 1784 el seu protector, Liden, el va fer nomenar bibliotecari de la col·lecció de llibres que va donar a la Universitat d'Uppsala.
Quan va néixer el primer fill del rei Gustav III, va publicar una Ode ôfver donin 1 nov. 1778, que va provocar una viva crítica del poeta Kellgren, però les seves Observacions crítiques sobre un poema heroic de Gyllenborg i les seves Odes eròtiques, li van guanyar el favor de Kellgren i després del rei, sent cridat a Estocolm i nomenat secretari particular de Gustav III, de qui va ser un dels seus més íntims companys i el seu col·laborador més fidel. Després de la mort del monarca va exercir alts càrrecs a la cancelleria i el 1809, arran de la revolució que va destronar Gustav IV, va rebre un títol nobiliari.
En els últims anys de la seva vida es va consagrar, sobretot, a treballs literaris i filosòfics, malgrat haver quedat cec en 1821, conservant fins a la fi gran lucidesa d'esperit i un do de gents especial, que captivava a les més distingides personalitats de tots els països, que en freqüentaven el tracte. Leopold és el principal representant de l'escola literària francesa a Suècia, va exercir poderosa influència sobre els seus contemporanis i va conservar sempre el favor de la cort.
A més de les obres citades, és autor de les odes filosòfiques: 
- El deseo de un nombre inmortal;
- Religión;
- La victoria de Hogland;
- La Providencia;
- etc, de les Cartas escaldas, en las que celebra las dots i victòries de Gustav III;
- del bell idil·li Egle y Anna;
- dels poemes didàctics a l'estil de Voltaire: El camell en Lisboa, La Basílica, El garrí de Nadal, El predicador, Enobom, La previsió, etc,;
- de una traducción de la Metromania, d'Alex Piron;
- de dos tragedias; Odina (1790) i Virginia (1803) per les quals Gustav li entregà una corona de llorer, agafada en la tomba de Virgili, i de les sàtires:
- El miracle més difícil;
- El jacobí a Grècia;
- Els pantalons;
- La nova Colonia;
- Qui té raó?.

Publicà diversos articles filosòfics i de crítica, en prosa, al diari Extra-Posten, que dirigí, i en les Läsning i Blandade Amnen, d'Adlersparre, apareixent els seus escrits col·leccionats el 1818-31.
Va formar part de l'Acadèmia sueca des de 1786.